# Most Jarnołtowski
Most Jarnołtowski (Weistritz Brücke, Arnoldsmühler Brücke) – most we Wrocławiu stanowiący przeprawę przez rzekę Bystrzycę. Leży w zachodniej części miasta, w rejonie osiedla Jarnołtów (osiedle położone jest na prawym, wschodnim brzegu rzeki), w ciągu ulicy Jarnołtowskiej.
Konstrukcja mostu składa się z trzech przęseł, o łącznej długości 18 m. Funkcję dźwigarów nośnych pełnią beki stalowe. Konstrukcja pomostu o szerokości 4,5 m, jego nawierzchnia i balustrady wykonane zostały z drewna. Obecny most wykonany został w 1993 roku.
Dopuszczalna masa pojazdu, który może przejeżdżać mostem, wynosi 5 Mg.

## Galeria

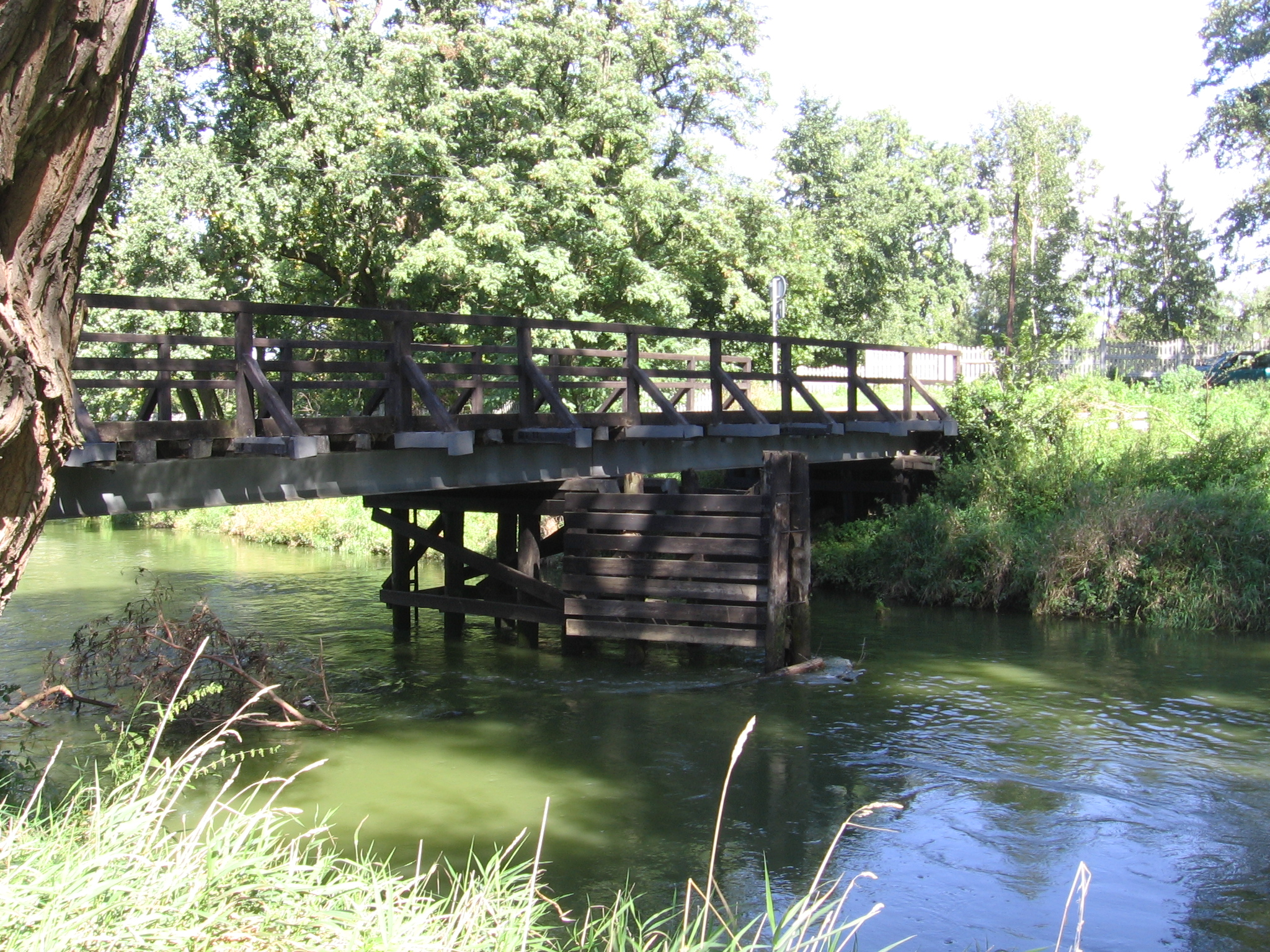
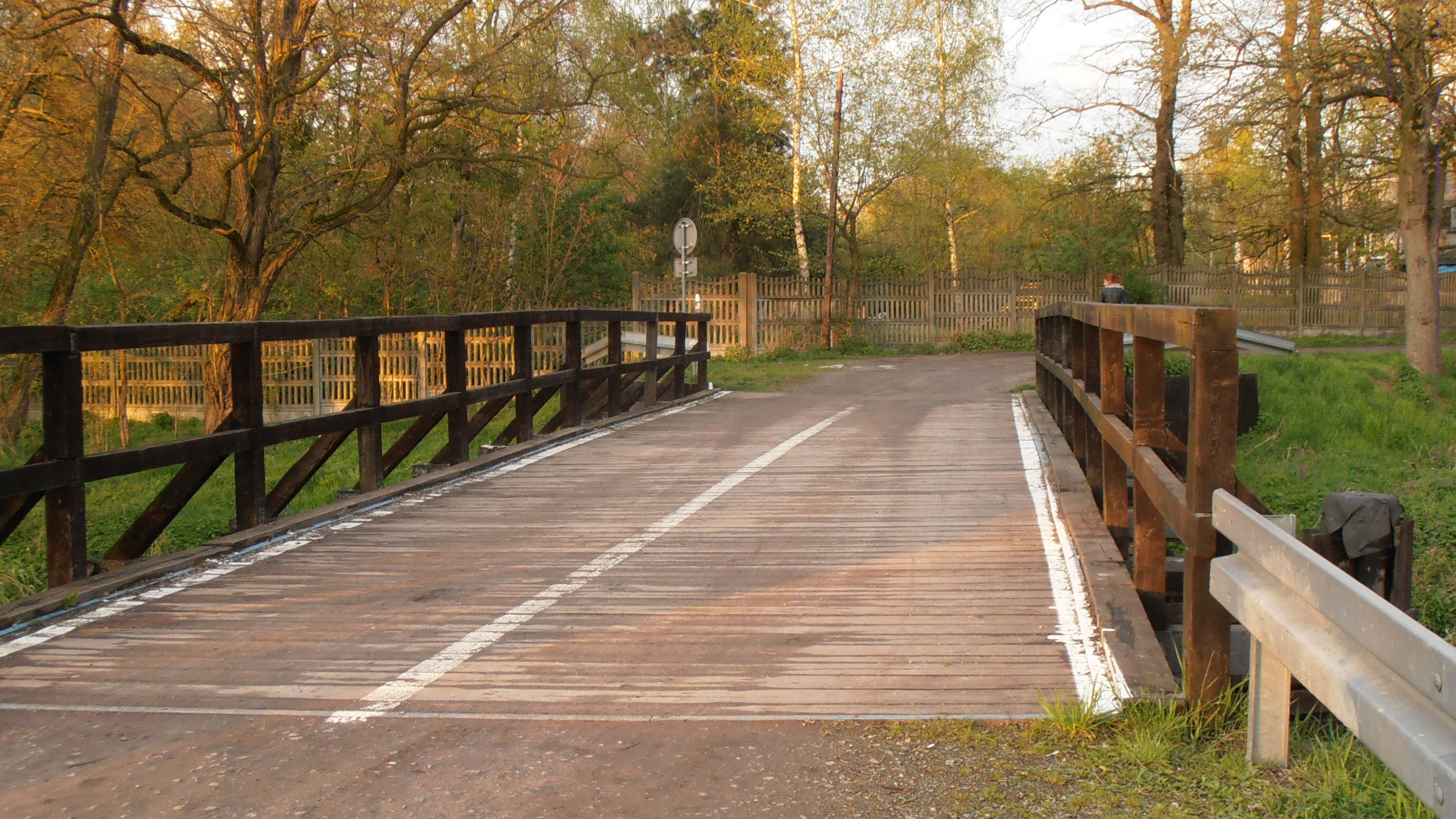